# Курай чіплянковий
Курай чіплянковий (Salsola tragus) — вид рослин з родини амарантових (Amaranthaceae), поширений у Північній Африці, південній частині Європи, помірній Азії та Західних Гімалаях.

## Опис

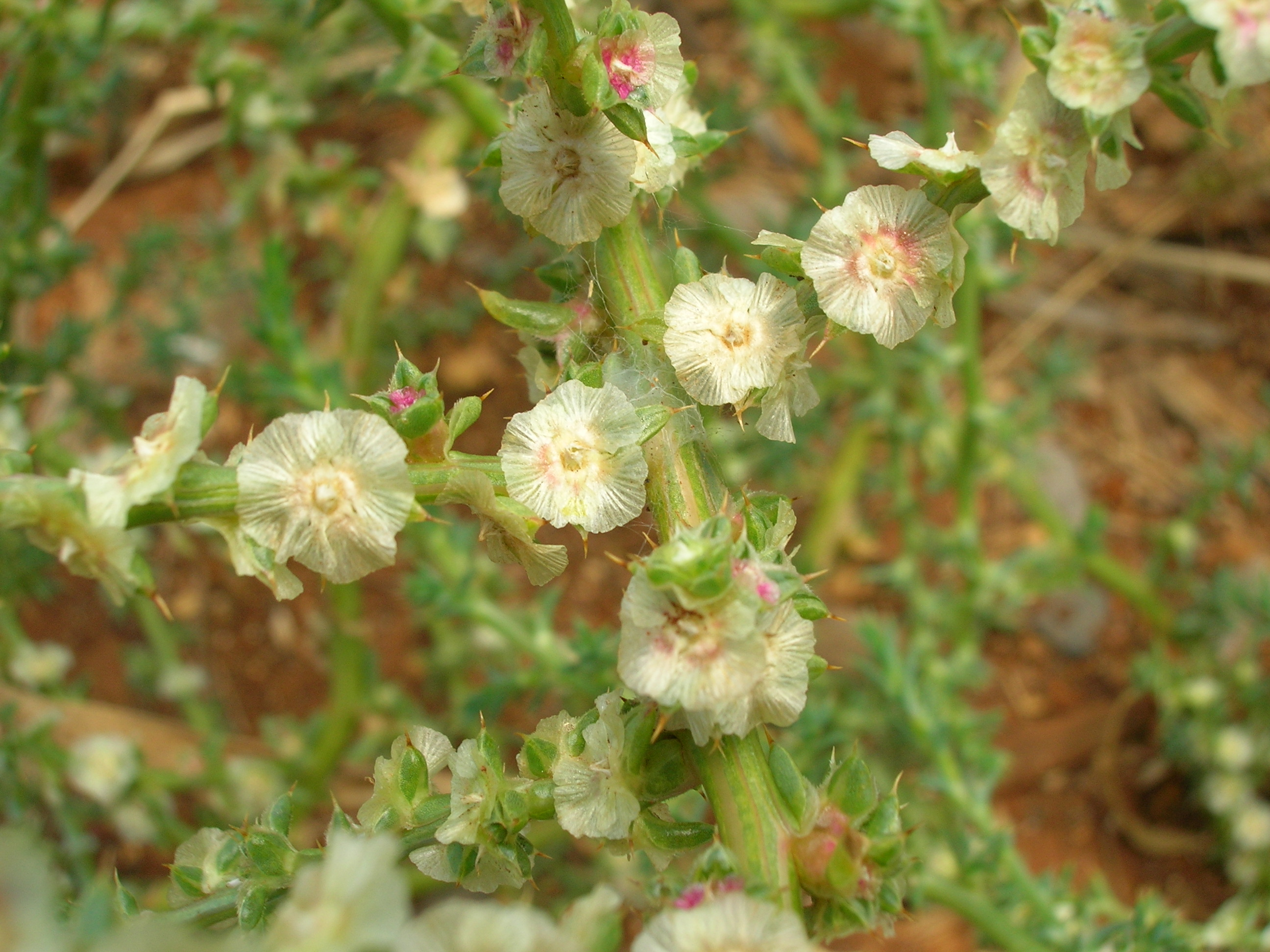
квіти

Однорічна рослина, 15–50 см заввишки. Рослини товстуваті, голі, світло-зелені або світло-жовті, з гладкими стеблами і листками. Приквіткові листки короткі, біля основи роздуті. Листочки оцвітини зімкнуті, що утворюють ніби коробочку. Трава 30–100 см заввишки. Стебло прямостійне, розгалужене від основи, біле, або пурпурно-червоне, смугасте, густо жорстко волосисте або майже голе. Листки 1.5–4 см × 0.5–1.5 мм, голі або жорстко волосисті. Насіння горизонтальне, ≈ 2 мм в діаметрі.

## Поширення
Поширений у Північній Африці, південній частині Європи, помірній Азії та Західних Гімалаях.
В Україні вид зростає на піщаних і кам'янистих морських узбережжях — на Арабатській Стрілці, Керченському п-ові, в околицях Феодосії та на ПБК (околиці Судака, Ласпі), зрідка.